# Systém řízení jakosti
Systém řízení jakosti (anglická zkratka QMS = Quality Management System) je definován jako skupina postojů, procesů a procedur vyžadovaných pro plánování a provádění (výroba/služby) v oblasti hlavní činnosti organizace.[zdroj?]
QMS spojuje různorodé vnitřní procesy v organizaci a směřuje k procesnímu přístupu (řízení) při provádění projektu. QMS umožňuje v organizacích rozpoznávání, měření a zlepšování různorodých procesů tak, že vedou ke zlepšení výkonu společnosti.

## Koncepce kvality– historické pozadí
Moderní koncepce kvality vychází z kořenů průmyslová revoluce.
Dříve bylo zboží vyráběné od počátku do konce jednou nebo pár osobami (řemeslníkem nebo manufakturně), a ti přirozeně přispívali k vylepšování produktu a definování „kritéria kvality“. Masová produkce přinesla ohromné týmy pracovníků pracujících společně na specifickém stupni výroby, kde jedna osoba není schopna obsáhnout produkt kompletně od počátku po jeho dokončení.
Na konci 19. století průkopníci jako Frederick Winslow Taylor a Henry Ford včas rozpoznali limity metod používaných v masové výrobě a následné kolísání kvality výstupu. Taylor založil oddělení kvality, aby dohlížela na kvalitu produktů a napravovala chyby, Ford zdůraznil standardizaci návrhu a standardy součástek k zajištění výroby standardního produktu. Management kvality byl zodpovědný za oddělení kvality a prováděl inspekci produktů k „vychytání chyb“.
Aplikování statistických kontrol přinesly později produkční metody světové války. Systém řízení jakosti byl přímým důsledkem díla statistika W. Edwards Deminga, po kterém je pojmenována Demingova cena pro kvalitu.
Kvalita, jako povolání a manažerský proces spojený s funkcemi kvality, byl zaveden v průběhu druhé poloviny 20. století, a od té doby rozvíjeno. Žádné další povolání nezažilo tolik změn jako profese managementu kvality.
Profese managementu kvality rostla od jednoduché kontroly, přes navrhování, až k systémovému inženýrství. Činnosti kontroly kvality byly dominantní od 40. let 20. století. V 70. letech byla éra inženýringu kvality a v 90. letech se systémy kvality rozvinuly v širokou oblast působení. Podobně jako medicína, účetnictví, projektování, i management kvality dosáhl stav uznávané profese.